# Cabinet Altmeier VI
Le cabinet Altmeier VI était le gouvernement en fonction dans le Land de Rhénanie-Palatinat (Allemagne) du 18 mai 1967 au 19 mai 1969. Dirigé par Peter Altmeier, il était constitué de l'Union chrétienne-démocrate d'Allemagne (CDU) et du Parti libéral-démocrate (FDP).

## Composition
| Poste                                                      | Ministre   | Ministre                            | Parti |
| ---------------------------------------------------------- | ---------- | ----------------------------------- | ----- |
| Ministre-Président                                         |            | Peter Altmeier                      | CDU   |
| Ministre de l'Intérieur                                    |            | August Wolters                      | CDU   |
| Ministre de la Justice                                     |            | Fritz Schneider                     | FDP   |
| Ministre des Finances et de la Reconstruction              |            | Hermann Eicher                      | FDP   |
| Ministre de l'Enseignement et de l'Éducation               |            | Bernhard Vogel                      | CDU   |
| Ministre de l'Agriculture, de la Viticulture et des Forêts |            | Oskar Stübinger jusqu'au 30/04/1968 | CDU   |
| Ministre de l'Agriculture, de la Viticulture et des Forêts | Otto Meyer |                                     | CDU   |
| Ministre de l'Économie et des Transports                   |            | Hanns Neubauer                      | CDU   |
| Ministre des Affaires sociales                             |            | Heinrich Geißler                    | CDU   |